# مه‌دود بزرگ

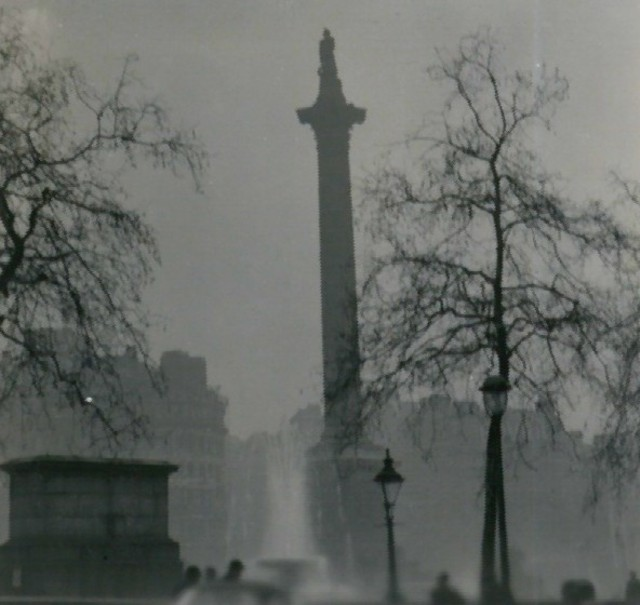
برج نلسون در زمان مه‌دود بزرگ

مه‌دود بزرگ طی روزهای ۵ تا ۹ دسامبر سال ۱۹۵۲ اتفاق افتاد، آلودگی هوا در شهر لندن به اندازه‌ای افزایش یافت که در اثر به کارگیری بیش از اندازه زغال‌سنگ و در اثر سرمای هوا مه‌دود غلیظی همه شهر را فرا گرفت و نزدیک سی و چهار هزار نفر در اثر این آلودگی جان خود را از دست دادند و بیش از صد هزار نفر هم بیمار شدند. در تحقیقاتی که بعداً انجام شد آمار کشته شدگان آن واقعه را نزدیک دوازده هزار نفر برشمرده است.
ابعاد گسترده این فاجعه که از آن به عنوان یکی از بزرگ‌ترین فاجعه‌های زیست‌محیطی و بدترین فاجعه مرتبط با آلودگی هوا در بریتانیا یاد می‌شود و فشار افکار عمومی موجب شد تا مجلس بریتانیا، مصوبه‌ای را تحت عنوان مصوبه هوای پاک در سال ۱۹۵۶ تحت عنوان (به انگلیسی: clean air act) تصویب کرد.

## وقایع مشابه
برخی کارشناسان معتقدند آلاینده‌هایی که در تهران تولید می‌شود خطر بیشتری از زغال‌سنگ در لندن دهه ۵۰ دارد.
در شهر تهران به علت غلظت چند برابری استانداردهای بین‌المللی بنزن در هوا، ریسک ابتلا به انواع بیماری‌ها ازجمله سرطان‌های خونی به دلیل وجود این آلاینده افزایش یافته‌است. میزان بنزن در برخی از مناطق تهران تا ۴۰ برابر حد مجاز برآورد شده‌است. دیگر آلاینده سرطان‌زا در هوای تهران، آزبست یا پنبه نسوز است که بر اثر استفاده از لنت ترمز و صفحه کلاج حاوی آزبست در خودروها در هوا آزاد می‌شود. طبق بررسی انجام شده، میزان آزبست موجود در هوای تهران ۲۰ تا ۵۰ برابر شهرهای اروپایی است. آزبست نیز از عوامل شناخته شده سرطان ریه است.
قرار گرفتن در معرض ازون یک علت اصلی بیماری تنفسی است و به ویژه سالمندان، مبتلایان به بیماری‌های تنفسی و کودکان را تحت تأثیر قرار می‌دهد مرگ زودرس ناشی از قرار گرفتن در معرض ازون در بین مبتلایان به بیماری قلبی و ریوی بیشتر مشاهده می‌شود.
در ایران سالیانه ۴۵۰۰۰ نفر بر اثر آلودگی هوا می‌میرند.
در تهران براساس آمار، کمترین میزان مرگ و میر به علت آلودگی هوا در سال ۱۰۰۰۰ نفر، بیشترین آن ۱۸۰۰۰ نفر و میانگین آن ۱۳۰۰۰ نفر است.
مطابق گزارش بانک جهانی در سال ۱۳۸۲، ۸۱۵۲ تن تهرانی به دلیل آلودگی هوا جان خود را از دست داده‌اند به طوری که فاصله سال‌های ۸۲ تا ۸۵، نه تنها از میزان مرگ بر اثر آلودگی هوا در تهران کاسته نشده، بلکه تنها در آبان ماه سال ۸۵، آلودگی هوای تهران به اندازه نیمی از تمام سال ۸۲ قربانی داشته‌است.
به خاطر استنشاق هوای تهران ۹۹۰۰ نفر در سال ۸۴ به دلیل دو آلاینده اکسیدهای نیتروژن NOx و ذرات معلق کوچکتر از ۱۰ میکرون PM۱۰ فوت کردند. آلاینده PM۱۰ به تنهایی در سال ۱۳۸۸ موجب مرگ ۶۲۰۰ نفر شده‌است.
در اثر آلودگی هوایی که در کشور ایران در سال ۱۳۸۹ به وجود آمد، حداقل ۴۰۰۰ نفر در اثر این آلودگی جان خود را از دست داده‌اند.
مرگ و میر در افراد کهنسال و کودکان بیشتر دیده شده‌است، از جمله افرادی که دارای بیماری‌های مزمن و زمینه‌ای بودند، آلودگی هوا بیشتر روی آن‌ها تأثیر گذاشته است.